# El Prado (Veraguas)
El Prado es un corregimiento del distrito de Las Palmas en la provincia de Veraguas, República de Panamá. La localidad tiene 1.074 habitantes (2010).